# Cassville (Misuri)
Cassville es una ciudad ubicada en el condado de Barry en el estado estadounidense de Misuri. En el Censo de 2010 tenía una población de 3266 habitantes y una densidad poblacional de 391,25 personas por km².

## Geografía
Cassville se encuentra ubicada en las coordenadas 36°40′44″N 93°52′4″O / 36.67889, -93.86778. Según la Oficina del Censo de los Estados Unidos, Cassville tiene una superficie total de 8.35 km², de la cual 8.34 km² corresponden a tierra firme y (0.03%) 0 km² es agua.

## Demografía
Según el censo de 2010, había 3266 personas residiendo en Cassville. La densidad de población era de 391,25 hab./km². De los 3266 habitantes, Cassville estaba compuesto por el 93.75% blancos, el 0.37% eran afroamericanos, el 1.65% eran amerindios, el 0.34% eran asiáticos, el 0% eran isleños del Pacífico, el 2.11% eran de otras razas y el 1.78% pertenecían a dos o más razas. Del total de la población el 4.59% eran hispanos o latinos de cualquier raza.